# Nephrotoma cingulata
Nephrotoma cingulata là một loài ruồi trong họ Ruồi hạc (Tipulidae). Chúng phân bố ở miền Tân bắc.